# فرودگاه ناکنک
فرودگاه ناکنک (به انگلیسی: Naknek Airport) یک فرودگاه همگانی بهره‌برداری هوایی با کد یاتا NNK است که یک باند فرود شن دارد و طول باند آن ۵۹۴ متر است. این فرودگاه در شهر ناکنک، آلاسکا کشور ایالات متحده آمریکا قرار دارد و در ارتفاع ۲۱ متری از سطح دریا واقع شده‌است.